# Steven Schiff
Steven Harvey Schiff (Chicago, 18 marzo 1947 – Albuquerque, 25 marzo 1998) è stato un politico e avvocato statunitense, membro della Camera dei Rappresentanti per lo stato del Nuovo Messico dal 1989 al 1998.

## Biografia
Nato a Chicago, Schiff studiò all'Università dell'Illinois e successivamente si trasferì nel Nuovo Messico per laurearsi in legge. Schiff si arruolò poi nella Guardia Nazionale e continuò a svolgere la professione di avvocato.
Nel 1989 entrò in politica e venne eletto alla Camera dei Rappresentanti come membro del Partito Repubblicano. Schiff rimase al Congresso fino al 1998, quando durante il suo quinto mandato morì per via di un carcinoma squamocellulare. Il suo seggio venne poi vinto dalla compagna di partito Heather Wilson.